# Барбадос на Олимпийских играх
Барбадос впервые принял участие в Олимпийских играх в 1968 году. В 1980 году Барбадос поддержал американский бойкот московской Олимпиады и единственный раз пропустил летние Олимпийские игры. В зимних Олимпийских играх Барбадос никогда не участвовал. Самую многочисленную сборную Барбадос направил на Игры 2000 года — 18 спортсменов.
В 1960 году Барбадос участвовал в Играх в составе Федерации Вест-Индии.
В 2000 году на Играх в Сиднее спринтер Обаделе Томпсон стал первым представителем Барбадоса, завоевавшим олимпийскую медаль. Он выиграл бронзу в беге на 100 метров.

## Таблица медалей

### Летние Олимпийские игры
| Игры                | Спортсменов                                                 | Золото                                                      | Серебро                                                     | Бронза                                                      | Всего                                                       | Место                                                       |
| ------------------- | ----------------------------------------------------------- | ----------------------------------------------------------- | ----------------------------------------------------------- | ----------------------------------------------------------- | ----------------------------------------------------------- | ----------------------------------------------------------- |
| 1960 Рим            | Спортсмены выступали в составе сборной Федерации Вест-Индии | Спортсмены выступали в составе сборной Федерации Вест-Индии | Спортсмены выступали в составе сборной Федерации Вест-Индии | Спортсмены выступали в составе сборной Федерации Вест-Индии | Спортсмены выступали в составе сборной Федерации Вест-Индии | Спортсмены выступали в составе сборной Федерации Вест-Индии |
| 1964 Токио          | не принимал участие                                         | не принимал участие                                         | не принимал участие                                         | не принимал участие                                         | не принимал участие                                         | не принимал участие                                         |
| 1968 Мехико         | 9                                                           | 0                                                           | 0                                                           | 0                                                           | 0                                                           | –                                                           |
| 1972 Мюнхен         | 13                                                          | 0                                                           | 0                                                           | 0                                                           | 0                                                           | –                                                           |
| 1976 Монреаль       | 11                                                          | 0                                                           | 0                                                           | 0                                                           | 0                                                           | –                                                           |
| 1980 Москва         | не принимал участие                                         | не принимал участие                                         | не принимал участие                                         | не принимал участие                                         | не принимал участие                                         | не принимал участие                                         |
| 1984 Лос-Анджелес   | 16                                                          | 0                                                           | 0                                                           | 0                                                           | 0                                                           | –                                                           |
| 1988 Сеул           | 17                                                          | 0                                                           | 0                                                           | 0                                                           | 0                                                           | –                                                           |
| 1992 Барселона      | 17                                                          | 0                                                           | 0                                                           | 0                                                           | 0                                                           | –                                                           |
| 1996 Атланта        | 13                                                          | 0                                                           | 0                                                           | 0                                                           | 0                                                           | –                                                           |
| 2000 Сидней         | 18                                                          | 0                                                           | 0                                                           | 1                                                           | 1                                                           | 71                                                          |
| 2004 Афины          | 10                                                          | 0                                                           | 0                                                           | 0                                                           | 0                                                           | –                                                           |
| 2008 Пекин          | 8                                                           | 0                                                           | 0                                                           | 0                                                           | 0                                                           | –                                                           |
| 2012 Лондон         | 6                                                           | 0                                                           | 0                                                           | 0                                                           | 0                                                           | –                                                           |
| 2016 Рио-де-Жанейро | 12                                                          | 0                                                           | 0                                                           | 0                                                           | 0                                                           | –                                                           |
| 2020 Токио          | 8                                                           | 0                                                           | 0                                                           | 0                                                           | 0                                                           | –                                                           |
| 2024 Париж          | 1                                                           |                                                             |                                                             |                                                             |                                                             | ?                                                           |
| Итого               | Итого                                                       | 0                                                           | 0                                                           | 1                                                           | 1                                                           |                                                             |